# گل‌سپاسی کوهستانی
گل‌سپاسی کوهستانی، گل‌سپاسی هفت پاره (نام علمی: Gentiana septemfida) نام یک گونه از سرده گل سپاس است.